# 玉縄歴史館
玉縄歴史館（たまなわれきしかん）は、神奈川県鎌倉市植木128の龍寶寺境内にある民間歴史博物館。
この付近に存在した戦国時代の玉縄城に関する歴史資料などを中心に展示している。

## 概要

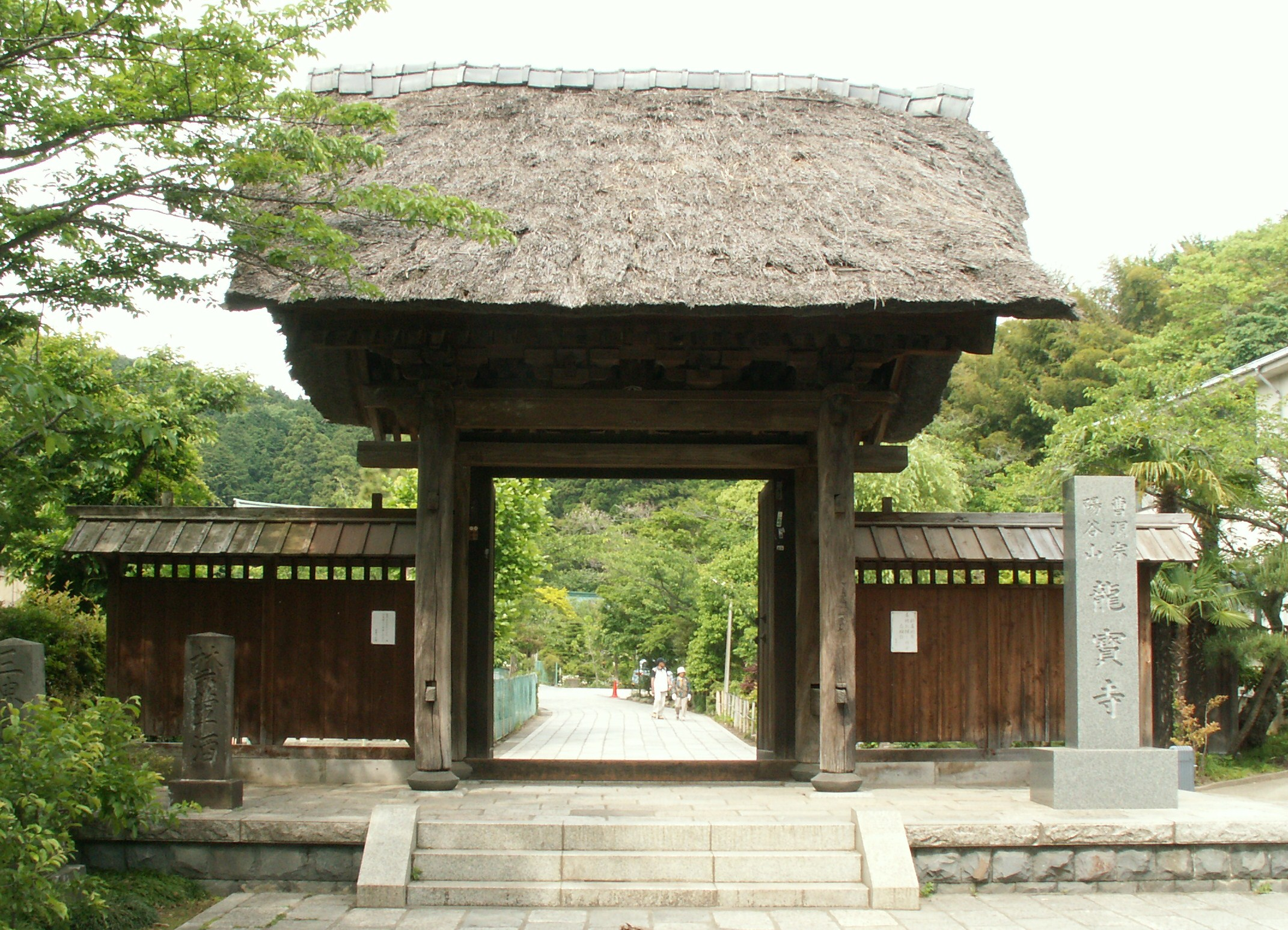
龍寶寺山門。歴史館は右手にある。

最寄り駅はJRの大船駅である。開館日は龍寶寺の開門日に準じ、営業時間は9時30分～15時30分。入場料は大人200円、子供100円。
運営を行っているのは2006年（平成18年）に設立された任意団体「玉縄城址まちづくり会議」である。それ以前から龍寶寺境内にあった玉縄民俗資料館、玉縄ふるさと館を整備し、2020年（令和2年）8月1日にオープンした。
展示の内容は「城域の歴史を再発見し地域づくりに活かす」を掲げ、1階ではかつて伊勢宗瑞（北条早雲）が小田原城の支城としてこの近くに築城した玉縄城関連の資料を中心とした展示を行っている。また「歴史館ギャラリー」では企画展示などを行う。2階ではこの地域の民俗資料を中心に展示している。
資料館屋外には、関谷地区から移築された、国の重要文化財に指定されている17世紀末の古民家・旧石井家住宅があり、資料館と共に見学可能である。